# NewDES
In crittografia il NewDES è un cifrario a blocchi a chiave simmetrica. È stato creato nel 1984/1985 da Robert Scott come potenziale sostituto del DES. Nonostante il nome, il NewDES non deriva dal DES ed ha anche una struttura differente. L'algoritmo è stato modificato nel 1996 per controbattere un attacco correlato alla chiave: questa versione è spesso nota come NewDES-96.

## L'algoritmo
Il NewDES, a differenza del DES, non integra nessuna permutazione a livello di bit, rendendone l'implementazione in software molto facile: tutte le operazioni sono eseguite a livello di byte.
Il NewDES è un cifrario del prodotto che consiste di 17 passaggi eseguiti su un blocco dati lungo 64 bit e fa uso di una chiave crittografica lunga 120 bit. Ad ogni passaggio il materiale della sottochiave è combinato mediante XOR con un sotto-blocco dei dati lungo 1 byte e poi passato attraverso una funzione S-box. Il risultato di questa funzione è poi combinato mediante XOR con un altro sotto-blocco dei dati da cifrare. In totale, quindi, ad ogni passaggio sono eseguite 8 operazioni di XOR. L'S-box deriva dalla dichiarazione di indipendenza degli Stati Uniti d'America (questo per dimostrare che non sono numeri dalle proprietà nascoste, i cosiddetti nothing up my sleeve numbers in inglese).
Ogni 2 passaggi vengono usati 7 sotto-chiavi da 1 byte l'una, che sono derivate da 56 bit della chiave raggruppati a formare 7 byte. La chiave viene poi ruotata di 56 bit prima dei successivi 2 passaggi.

## Crittanalisi
Sul NewDES sono state pubblicate poche crittanalisi. Scott ha dimostrato che il NewDES manifesta un effetto valanga completo dopo 7 passaggi: ogni bit del testo cifrato dipende da tutti i bit che compongono sia il testo in chiaro che la chiave di cifratura.
Il NewDES ha la stessa proprietà di complementarità del DES. Dato:
{\displaystyle E_{K}(P)=C,}
allora
{\displaystyle E_{\overline {K}}({\overline {P}})={\overline {C}},}
dove
{\displaystyle {\overline {x}}}
è il complementare a livello di bit di x. Questo significa che i calcoli per un attacco a forza bruta sono ridotti di un fattore 2. Eli Biham ha anche dimostrato che il cambiamento di un intero byte nei byte della chiave e dei dati porta ad un'altra proprietà di complementarità e riduce di un altro fattore 28 i calcoli necessari all'attacco.
L'attacco correlato alla chiave condotto da Biham può violare il NewDES con 233 testi in chiaro e chiavi scelti: questo significa che il NewDES non è così sicuro come il DES.
John Kelsey, Bruce Schneier e David Wagner hanno condotto un altro attacco al NewDES con la crittanalisi correlata alla chiave: questo attacco necessita di 232 testi in chiaro noti ed una chiave correlata.